# Gymnasiale Oberstufe Krausestraße
Die Gymnasiale Oberstufe Krausestraße ist ein Teil der Emil-Krause-Schule. Die Schule befindet sich im Hamburger Stadtteil Dulsberg in einem denkmalgeschützten Gebäude.

## Geschichte
Das Gebäude wurde 1922 für die Volksschule Ahrensburger Straße errichtet. Die ehemalige Volksschule wurde in den 1970er Jahren in ein Gymnasium umgewandelt. Das Emil-Krause-Gymnasium, benannt nach dem Hamburger Schulsenator Emil Krause, war ein siebenstufiges Gymnasium nebst Aufbaugymnasium, das als Ganztagsschule fungierte. Das Emil-Krause-Gymnasium hatte über 700 Schüler.
Im Rahmen der Schulreform in Hamburg wurde das Emil-Krause-Gymnasium ab dem Schuljahr 2010/11 zur gymnasialen Oberstufe der Stadtteilschule Barmbek, die zum August 2019 in Emil-Krause-Schule umbenannt wurde.

## Das Gebäude

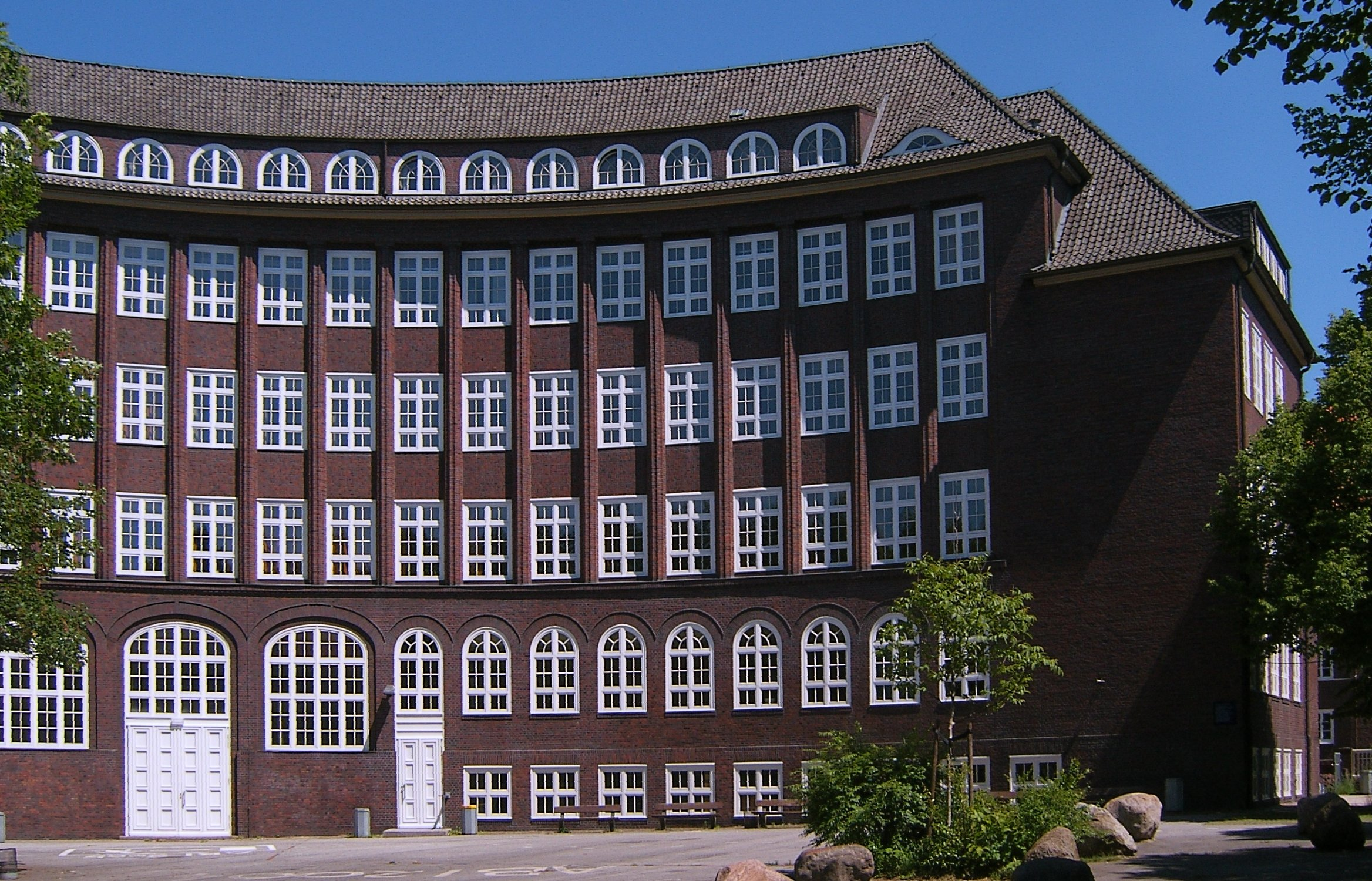
Die zum Schulhof hin gekrümmte Fassade stellt den westlichen Eingang zum Stadtteil dar.

Das viergeschossige Gebäude wurde von Fritz Schumacher entworfen und ist in einer Mischkonstruktion aus Stahlbetonrahmen und Ziegelmauerwerk ausgeführt. Das Gebäude bietet mit ausgebautem Dachgeschoss Platz für 30 Klassen, Werk- und Musikräume sowie eine Turnhalle. Der symmetrische Bau umschließt mit einem Viertelkreis den Pausenhof. Heute zählt das Schulgebäude zu den Kulturdenkmalen der Stadt Hamburg.

## Auszeichnungen
- Seit 2005 ist das Emil-Krause-Gymnasium offizielle Partnerschule der Wirtschaftsjunioren Hamburg.
- 2006 erreichte das Gymnasium im bundesweiten Schul-Wettbewerb „Fit for Job“ aufgrund optimaler Vorbereitung der Schüler auf das Berufsleben den dritten Platz.
- Im Juli 2007 erhielt das Emil-Krause-Gymnasium für seine vorbildliche Berufsorientierung gemeinsam mit fünf weiteren Hamburger Schulen die Qualitätsbezeichnung „Schule mit vorbildlicher Berufsorientierung“.
- 2007 gewann die Schule im Bereich Berufsorientierung den ersten Preis in dem vom Schülermagazin Unicum Abi und der Deutschen Bahn AG veranstalteten deutschlandweiten Wettbewerb „Schule des Jahres“.[1]